# Herminia inconspicualis
Herminia inconspicualis är en fjärilsart som beskrevs av Augustus Radcliffe Grote 1883. Herminia inconspicualis ingår i släktet Herminia och familjen nattflyn. Inga underarter finns listade i Catalogue of Life.